# 生丁

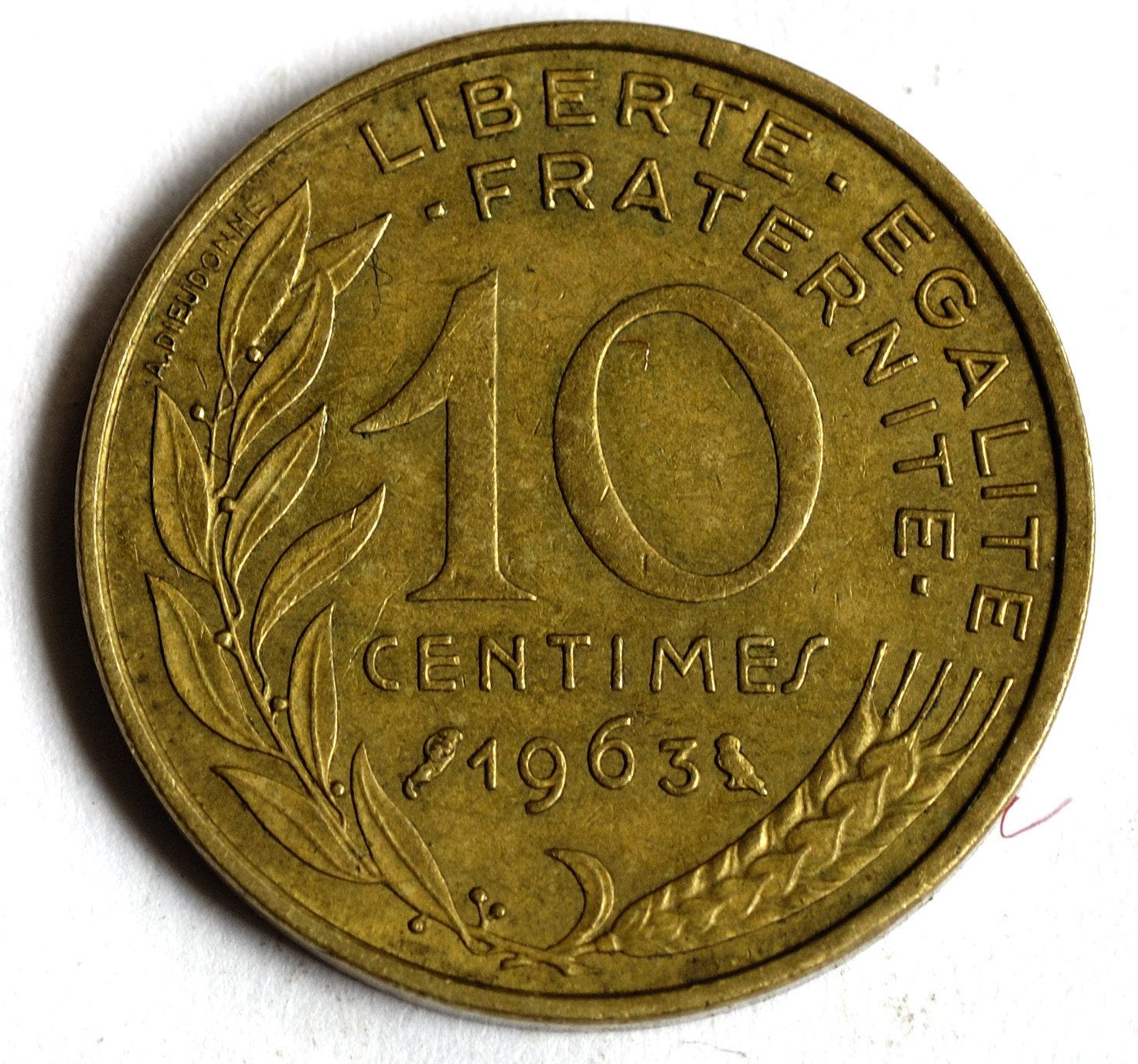
法國鑄10生丁 (1963)

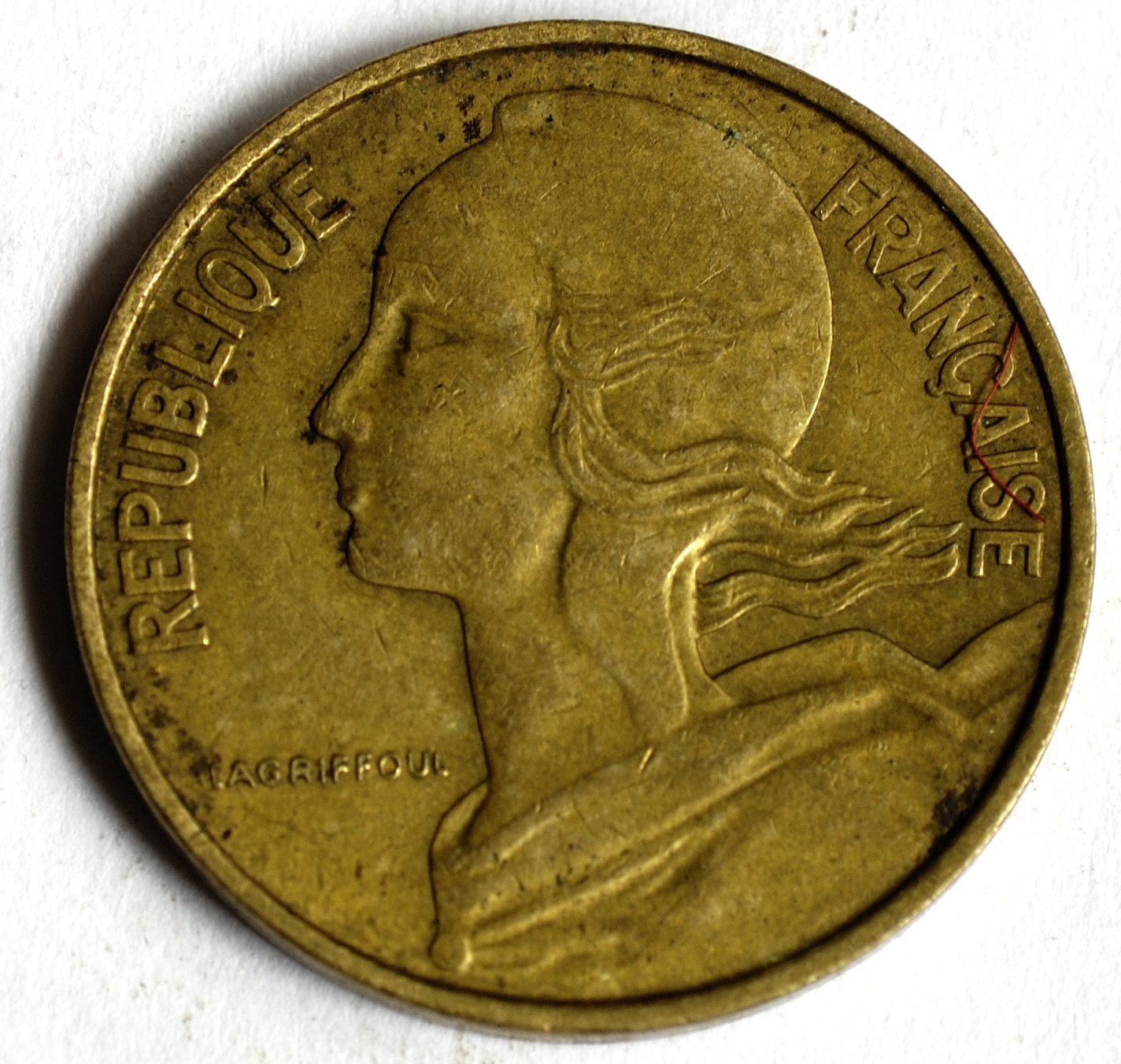
法國鑄10生丁 (1963)

生丁 是分的法語。在英語裡同時也用於計算法語圈國家的匯率，包括法國、瑞士、阿爾及利亞和比利時等。
在魁北克等加拿大法語區，加拿大元的百分之一被俚語稱為 sou（意為便士）。儘管在加拿大，不管是法語還是英語，cent都是它的官方名稱。

## 使用範圍
作為基本貨幣單位的百分之一而使用的生丁包括以下國家和地區：

### 當前
- 阿爾及利亞第納爾
- 蒲隆地法郎
- 太平洋法郎
- 非洲法郎
  - 中非法郎
  - 西非法郎
- 葛摩法郎
- 剛果法郎
- 吉布地法郎
- 衣索比亚比尔
- 幾內亞法郎
- 海地古德
- 摩洛哥迪爾汗
- 盧旺達法郎
- 瑞士法郎（只有瑞士法語區人口才使用生丁這個稱謂）